# Штурмовий світ
У своїй книзі «Штурмовий світ: урагани, політика та битва проти глобального потепління» Кріс Муні розбирає напруженість між двома різними підходами: аналізу глобального потепління та його впливу на урагани.

## Огляд
Після того, як він був свідком знищення будинку його матері ураганом Катріна Муні був зацікавлений тим, чому політика уряду не обмірковувала найгірші сценарії, коли планувала майбутнє, навіть після такої катастрофи. Він досліджує, чи вплине глобальне потепління на урагани загалом, навіть якщо такі факти неможливо буде пояснити на прикладі якогось шторму. Муні встановив, що існує два табори з дослідження штормів, перший з яких вважає, що сфера дослідження має базуватися на даних, а інший вивчає висновки, отримані з основних теорії фізики. І цей розрив оточує політика, особи та драматичність потужних штормів. Дослідження питання впливу глобального потепління на шторми та складнощі з формуванням висновків посилили конфлікт. Муні перетворив це все на доступну і привабливу розповідь з чіткими портретами вчених, розповідями про нові відкриття та їх прийняття чи запереченням вченими та політиками. Об'єднання цих обох методів дослідження деякими науковцями дає надію Муні, і він приходить до такого висновку: для того, щоб бути ефективними, вчені повинні бути хорошими комунікаторами.
Хроніки «Штурмового світу» — це історія дослідження штормів, яка почалась зі «Змови американських штормів». В 1800-х роках відбуалась незгода між Вільямом Редфілдом, спостереження якого привели його до висновку, що урагани були вихорами і Джеймсом Поллард Еспі, який теоретизував конвекцію, за його теорією вода піднімалася вгору по димохіду і спричиняла урагани. Робота Кріса Муні містить ідеї 1950-х років, а саме дослідження Роберта Сімпсона, який порівнював урагани з «тепловими двигунами», теоретиків, винахідників ранніх комп'ютерів, які виступали за математичну теорію умовної нестабільність другого роду. Ці ранні суперечки поклали початок поточній дискусії. Муні детально розповідає про зміну ролі Вільяма Грея від теоретика-новатора до антитеоретика, який взагалі заперечує будь-які зміни клімату.

## Сприйняття
Ліза Маргонеллі, рецензуючи «Штурмовий світ» для New York Times, описла його так: «це добре досліджена книга з багатьма нюансами, але в ній бракує хорошого формування та шику».
В огляді від « Лос-Анджелес Таймс» Томас Хейден написав, що Муні майстерно швидко відповів на складні питань, пов'язані із глобальним потеплінням та його впливом на урагани. Він високо оцінив Муні як письменника та своєчасність публікації, але вказав на проблеми з послідовністю, відсутність цільності та повторення. Зокрема, він описує останню главу про недавні результати росліджень в науках про урагани та клімат як «прикріплену до безпосередніх висновків, тому ми дізнаємось важливу суттєву інформацію після того, як розглянули всі аргументи». Критик наголошує на тому, що «Муні має талант до попкляризації науки та вчених серед простого населення», проте критикує автора за те, що він занадто сильно зосереджувався на поведінці Вільяма Грея, а не дав можливість іншим висловитись щодо цього його питання. Хейден зазначив про Муні: «він прекрасно справився зі зменшенням складності та представленням науки в захоплюючому і читабельному вигляді». Критик підсумував: «Муні займається справжньою науку і робить з неї інтригуючі історії».
Книку було вибрано однією з найкращих науково-популярних книг 2007 року видавцем Publishers Weekly.